# الأردن في الألعاب الآسيوية 2006
شارك الأردن في الدورة الخامسة عشر للألعاب الآسيوية المعروفة رسميًّا بـ ’’آسياد‘‘ والتي أقيمت في الدوحة، قطر في الفترة من (1-15) ديسيمبر 2006. احتل الأردن المركز الخامس والعشرين بذهبيّة يتيمة وثلاث ميداليات فضية في هذه الدورة من الآسياد.[بحاجة لمصدر]

## الميداليات
حصل الأردن على أول ميدالية ذهبية في تاريخ الألعاب الآسيوية عن طريق اللاعب السابق في المنتخب الوطني للتايكواندو محمد البخيت. وإلى جانب الميدالية الذهبية أحرز الأردن سبع ميداليات منها ثلاث فضّيات عن طريق يحيى أبو طبيخ (المصارعة)، آلاء كتكت (تايكواندو)، جمال الخفش (تايكواندو)، وأربع ميداليات برونزية من اللاعبين عامر أبو عفيفة (كاراتيه) ، طلعت خليل (كاراتيه) ، المعتصم بالله خير (كاراتيه) ، أحمد السعافين (بناء الأجسام).
| الميدالية | الاسم             | الرياضة      | الحدث                   | التاريخ |
| --------- | ----------------- | ------------ | ----------------------- | ------- |
| ذهبية     | محمدالبخيت        | تايكوندو ‏    | Men's 54 kg             | 7       |
| فضية      | الاء كتكت         | تايكوندو ‏    | Women's 72 kg           | 9       |
| فضية      | جمال الخفش        | تايكوندو ‏    | Men's 67 kg             | 10      |
| فضية      | يحيى أبو طبيخ     | المصارعة ‏    | Men's Greco-Roman 84 kg | 10      |
| برونزية   | أحمد السعافين     | كمال الاجسام | Men's +90 kg            | 9       |
| برونزية   | طلعت خليل         | الكاراتيه    | Men's kumite 75 kg      | 13      |
| برونزية   | المعتصم بالله خير | الكاراتيه    | Men's kumite 80 kg      | 13      |
| برونزية   | عامر أبو عفيف     | الكاراتيه    | Men's kumite +80 kg     | 13      |